# Mohammed – Der Gesandte Gottes
Mohammed – Der Gesandte Gottes ist ein Film von 1976 über das Leben des im 7. Jahrhundert wirkenden arabischen Feldherrn, Religionsstifters und islamischen Propheten Mohammed.
Der Film wurde von Moustapha Akkad in englischer und arabischer Sprache produziert. Der Originaltitel ist Mohammad – The Messenger of God, in den USA wurde er unter dem Titel The Message gezeigt, der arabische Titel ist الرسالة / ar-Risāla / ‚die Botschaft‘. Er wurde in Marokko und Libyen gedreht.
Der Film handelt von der Entstehung und Frühzeit des Islam, von seinen ersten Anhängern und deren Verfolgung durch die Quraisch, von der ersten Auswanderung nach Abessinien, der Hidschra 622, der Schlachten von Badr und Uhud, der Einnahme von Mekka 630.
Aus Respekt vor der muslimischen Tradition ist der Darsteller des Propheten im Film nicht zu sehen und auch nicht zu hören, ebenso seine Frauen und die ersten Kalifen. Szenen, bei denen Mohammed in der Nähe ist, werden durch leise Orgelmusik untermalt. Seine Worte werden von Hamza, Zaid, Bilal oder anderen zitiert. In der Schlacht von Badr ist ʿAlī ibn Abī Tālib nicht zu sehen, aber die Spitze seines Schwerts Zulfiqar. Bei Mohammeds Ankunft in Medina sieht man seine Kamelstute Qaswa.

## Handlung
Mekka im Jahre 610: Das Leben in der Stadt ist hauptsächlich auf Handel ausgerichtet und unter der Kontrolle einer religiösen Führerschaft, die den Glauben an viele Götter propagiert. Der 40-jährige Analphabet Mohammed verkündet nach einem mehrtägigen Höhlenaufenthalt, nachdem er dort Eingebungen von Gott durch den Erzengel Gabriel erhalten hat, dass es nur einen Gott (Allah) gibt und Mohammed sein Gesandter ist. Seine Religion, der Islam, bedeutet die Unterwerfung vor (dem einzigen) Gott bzw. die völlige Hingabe zu Gott. Mohammed gibt diese Worte Gottes zunächst an seine Gefährten und Begleiter (Sahāba) weiter, die allmählich beginnen, diesen neuen Glauben auszuüben, welcher ziemlich schnell Anklang unter der Bevölkerung Mekkas findet, gleichzeitig aber auch heftigen Widerstand und grausame Anfeindungen hervorruft.
Mit seiner Lehre untergräbt Mohammed den uralten Götzenglauben (der islamische Begriff hierzu ist Schirk) und damit die bisher unumschränkte Gewalt der Herrschenden. Der Prophet verurteilt unter anderem Unrecht, Trunksucht und Sklaverei und fordert die Gleichheit der Rassen, Aufhebung der sozialen Unterschiede, Gleichstellung der Frau und legt hohen Wert auf Bildung. Diese Ansichten führen jedoch zu Konflikten mit den bisherigen religiösen Führern, die dadurch ihre Machtbasis bedroht sehen.
Den Herrschern missfällt daher Mohammeds Botschaft von Toleranz und Gleichheit und sie beschließen, ihn und seine wachsende Gefolgschaft zu schikanieren und aus der Stadt zu vertreiben. Sie bekämpfen Mohammed und seine Anhänger mit allen Mitteln, auch mit grausamer Folter sogar bis zum Tod. Doch Mohammeds Anhänger sind entschlossen an ihrer neuen Religion festzuhalten und ihre Botschaft, die Lehre von dem EINEN Gott, zu verkünden und weiter zu verbreiten. Als ein schwarzer Sklave namens Bilal sich weigert, einen der Gläubigen zur Strafe auszupeitschen, wird er von seinem Herrn fast zu Tode gefoltert, aber noch rechtzeitig durch eine Zahlung von Mohammed freigekauft und ist nun fortan ebenfalls einer seiner Gefolgsleute.
Mohammed und seine Anhänger werden beschützt durch seinen Onkel Hamza, dem „Löwen der Wüste“. Da auch er sich zum Glauben seines Neffen bekennt, hat Mohammed in ihm einen furchtlosen und tatkräftigen Verbündeten. 
Als der Druck auf die neue Gemeinschaft der Gläubigen in Mekka zu groß wird, schickt Mohammed zum Schutz die meisten seiner Anhänger nach Abessinien zu einem dort herrschenden christlichen König, der den Ruf hat, gerecht und barmherzig zu sein. Die gegnerischen Truppen aus Mekka folgen ihnen, um sie zurückzuholen und zu bestrafen. Doch die Flüchtlinge werden vom König empfangen, der sie nicht verurteilen und ausliefern will, ohne sie vorher angehört zu haben. Als er von den Gefolgsleuten Mohammeds die übermittelten Worte Gottes über die Jungfrau Maria und Jesus aus dem Koran vernimmt, erkennen der König und seine Priester, dass dies tatsächlich Gottes Worte sein müssen. Er beschließt darum die Flüchtlinge unter seinen Schutz zu stellen, in seinem Land aufzunehmen und gewährt ihnen das Recht, so lange zu bleiben wie sie wollen.
In Mekka planen die Gegner der neuen Religion einen Mordanschlag auf Mohammed, um dieser Bewegung endgültig ein Ende zu setzen. Bei der Ausführung des Plans in der Nacht finden sie jedoch im Bett des Propheten nur dessen Vetter ʿAlī ibn Abī Tālib vor; Mohammed und einer seiner besten Freunde Abū Bakr sind bereits auf der Flucht nach Medina, um dort Zuflucht zu suchen und den Glauben zu verbreiten. Die Gegner verfolgen sie zwar durch die Wüste, aber ohne Erfolg, und so wird Mohammed bei seiner Ankunft in Medina freudig begrüßt. Dem bisherigen zwiespältigen Herrscher der Stadt bleibt nichts anderes übrig, als sich der Mehrheit zu beugen und so zu tun, als würde er ebenfalls an den Islam glauben.
Nun wollen alle Mohammed bei sich zu Gast haben, und so entscheidet sich der Prophet, um niemanden zu beleidigen, seinem Kamel Qaswa freien Lauf zu lassen und sich dort niederzulassen, wo das Kamel sich zur Rast niederlässt. Nachdem Mohammed aus Mekka vertrieben wurde, gelingt es ihm, immer mehr Menschen in der Umgebung zu überzeugen. Die Kunde von seiner Offenbarung verbreitet sich rasch in Medina, sodass er und seine Anhänger immer mehr Einfluss und Gefolgsleute gewinnen. Die Gläubigen bauen ihre erste Moschee in Medina und Bilal, der ehemalige Sklave, ist der erste, der darauf zum Gebet ruft. Doch auch außerhalb Medinas erhält Mohammed regen Zulauf, obwohl er und seine Anhänger unter ständiger Bedrohung durch die Truppen Mekkas leben. Die gegnerischen Mekkaner plündern die ehemaligen Häuser der Geflüchteten und verkaufen ihr Hab und Gut. Mohammeds Onkel Hamza möchte sich dafür rächen und fordert Krieg, doch der Prophet zögert und predigt vorerst Geduld.
Erst als Gott ihm offenbart und erlaubt sich zu verteidigen, greifen die Gläubigen zur Waffe. Es ist aber nicht vom heiligen Krieg zur Ausbreitung des Glaubens die Rede, sondern die Waffe darf nur ergriffen werden, um sich zu verteidigen. So kommt es zu schließlich zu mehreren kriegerischen Auseinandersetzungen zwischen den Gläubigen, die sich fast alle in Medina befinden, und den Ungläubigen aus Mekka; unter anderem zur Schlacht von Badr im Jahre 624 und ein Jahr später zur Schlacht von Uhud. Nach Abschluss des zehnjährigen Waffenstillstandsabkommens von Hudaibiya herrscht zwischen beiden Parteien eine Weile Ruhe, die jedoch von Seiten der Gegner des Islams durch einen nächtlichen Angriff gebrochen wird.
Die Muslime formieren sich nun im Gegenzug, um Mekka aus Rache zu erobern und ihre erste Wallfahrt (Haddsch) dorthin zu machen. In der Nacht vor der Eroberung Mekkas kommt der Anführer der Mekkaner, Clan-Oberhaupt und Kaufmann Abū Sufyān ibn Harb, zur Verhandlung zu Mohammed und bittet ihn davon abzulassen, da nicht er oder seine Truppen den Überfall begangen hätten. Abū Sufyān war bis dahin ein entschiedener Gegner Mohammeds und Verfolger seiner Anhänger. Mohammed lehnt daher weitere Verhandlungen mit ihm ab, versichert aber, dass bei der freiwilligen Übergabe der Stadt keine Gefangenen gemacht werden und niemand getötet wird. Abū Sufyān erkennt noch in derselben Nacht, dass Mohammed der Prophet Gottes ist und konvertiert in seiner Anwesenheit zum Islam, indem er das Glaubensbekenntnis (Schahāda) sagt.
Mekka wird schließlich ohne Blut zu vergießen von den Gläubigen erobert. Mohammed begibt sich daraufhin in die Kaaba und stürzt alle dort befindlichen Götzen der Götter um, während Bilal auf die Kaaba steigt, um von dort herab demonstrativ den Gebetsruf zu singen. Aus dem Off erzählt eine Stimme unter anderem, dass Mohammed keine Rache an seinen früheren Verfolgern nahm und auch keine erlaubte. Der Prophet erklärte Mekka zur heiligen Stadt, in der jegliches Blutvergießen verboten wurde. 
Die Religion des Islam verbreitet sich in ganz Arabien. Der Prophet erlebte noch die Vollendung seines Werkes, doch begann er allmählich die Nähe des Todes zu spüren. Eine große Tat seines Prophetentums blieb ihm aber noch zu tun: das Verfassen des Siegels. Er rief die Gläubigen zu sich und sprach zum letzten Mal von der Hingabe zu Gott und von der Menschlichkeit gegenüber allen Menschen.
Gegen Ende des Films spricht die inszenierte Stimme Mohammeds aus dem Off, dass er vermutlich nicht mehr lange unter den Menschen weilen wird. Man solle die Armen speisen, von dem, was man auch selber isst, und sie kleiden, wie man sich selbst kleidet. Man werde Rechenschaft dafür ablegen müssen, wenn man Gott begegnet; die Anwesenden mögen die Abwesenden darüber warnen. Alle Menschen stammen von Adam ab. Als der Vornehmste unter den Menschen gilt vor Gott derjenige, der am frömmsten ist. Alle sollten tief über seine Worte nachdenken. Man solle keine Fehden untereinander aufkommen lassen, da jeder Moslem des anderen Bruder ist. Niemand solle jemand anderen unterdrücken und sich auch nicht unterdrücken lassen. Er sagt des Weiteren: „Oh mein Volk, ich bin nur ein Mensch, vielleicht wird mich bald der Todesengel besuchen und der Tod wird mich übermannen. Doch ich hinterlasse euch ein Buch, von Gott offenbart; den Koran. Wenn ihr an dem festhaltet, werdet ihr nie irregehen.“ Am Ende dieser Ansprache rezitiert der Prophet noch Gottesworte, den dritten Vers der Sure 6 aus dem Koran: „Heute habe ich (Gott) eure Religion vervollständigt und meine Gnade vollendet. Ich habe den Islam zu eurer Religion erwählt.“
Die Erzählerstimme teilt nun mit, dass der Prophet am 8. Juni 632 im Alter von 63 Jahren starb. Viele Leute konnten nicht glauben, dass ein solcher Mann gestorben war. Doch sein treuer Freund Abu Bakr (und später der erste Kalif) sagte: „Wenn jemand Mohammed verehrt hat, lasset ihn wissen, dass Mohammed tot ist. Denjengen aber, der Gott verehrt, lasset wissen, dass Gott lebendig ist und nicht stirbt.“
Man begrub Mohammed neben seiner Moschee in Medina. Es wird im Film weiterhin noch erzählt, dass die Religion, die er verkündet hatte, ihren Weg in die Herzen der Menschen fand, dass sie überdauerte und sich ausbreitete. Und dass immer noch die Gläubigen nach Mekka kommen: „die Anhänger des Islam, weiß gekleidet nach Pilgerart. Alle gleich vor Gott. Alle an der Stätte des Gebets versammelt. Jede einzelne Seele vereinigt mit der großen Gemeinde der Anbetung und Verehrung des einen Gottes.“
Man sieht dabei eine neuzeitlich aufgenommene Szene, in der zahlreiche, weiß gekleidete Pilger bei ihrer Wallfahrt nach Mekka die Kaaba umrunden. Während des Abspanns sieht man verschiedene Minarette und Moscheen und hört, wie unterschiedliche Stimmen zum Gebet rufen. Zum Schluss wird gezeigt, wie Menschen aus den unterschiedlichsten Kulturen und verschiedenster ethnischer Zugehörigkeit zusammen das rituelle Gebet verrichten, während die Titelmusik ertönt.

## Unterschiede zur islamischen Geschichtsschreibung
- Im Film wird die Grabenschlacht im Jahr 627 in Medina ausgelassen, obgleich sie die größte der drei Schlachten zwischen Mekkanern und Muslimen war und der Waffenstillstandsvertrag von Hudaibiya erst nach dieser Schlacht und nicht nach der Schlacht von Uhud, wie im Film suggeriert, geschlossen wurde.

## Kontroversen
König Hassan II. von Marokko hatte 5000 Komparsen und 7000 Kamele bereitgestellt, als die Dreharbeiten im Frühjahr 1974 begannen. Zwanzig islamische Staaten wollten das Projekt finanzieren, doch König Faisal von Saudi-Arabien war gegen den Film, da der islamische Glaube die Darstellung von Allah und seinem Propheten verbiete. Die Dreharbeiten wurden deshalb eingestellt, konnten aber 1975 in Libyen abgeschlossen werden.
Die bildliche Darstellung des Propheten Mohammed ist im Islam umstritten und wird zum Teil als verboten angesehen. Obwohl der Film keine solche Darstellung enthält, führte die Aufführung des Films zu teilweise heftigen Reaktionen bei Muslimen. So kam es in London zu Demonstrationen durch dort lebende Araber und in West-Berlin und Hamburg durch Türken; es gab weiterhin Bombendrohungen gegen Kinos, welche den Film zeigten. In Washington, D.C. wurden das Rathaus, eine Moschee und ein Gebäude des jüdischen Ordens B’nai B’rith durch eine radikale islamische Organisation gestürmt. Mehr als 100 Menschen wurden als Geiseln gehalten und ein Mensch wurde getötet.

## Deutsche Synchronsprecher
| Schauspieler                      | Rolle                                        | Deutsche Stimme               |
| --------------------------------- | -------------------------------------------- | ----------------------------- |
| Anthony Quinn                     | Hamza ibn ʿAbd al-Muttalib                   | Herbert Weicker               |
| Johnny Sekka                      | Bilal ibn Rabah                              | Manfred Schott                |
| André Morell                      | Abū Tālib ibn ʿAbd al-Muttalib               | Erik Jelde                    |
| Irene Papas                       | Hind bint Utbah                              | Marianne Wischmann            |
| Michael Ansara                    | Abu Sufyan ibn Harb                          | Hartmut Reck                  |
| Martin Benson                     | Abū Dschahl                                  | Alois Maria Giani             |
| Garrick Hagon                     | Ammar ibn Yasir                              | Ivar Combrinck                |
| Rosalie Crutchley                 | Sumayya bint Khayyat                         | Eva Maria Meineke             |
| Earl Cameron                      | Al-Najashi (Herrscher des Königreichs Aksum) | Horst Sachtleben              |
| Donald Burton                     | ʿAmr ibn al-ʿĀs                              | Norbert Gastell               |
| Michael Forest                    | Chālid ibn al-Walīd                          | Michael Cramer (Schauspieler) |
| Robert Brown (Schauspieler, 1921) | Utba ibn Rabi'ah                             | Wolf Ackva                    |
| Ronald Leigh-Hunt                 | Herakleios (Flavius Heraclius)               | unbekannter Synchronsprecher  |
| Damien Thomas                     | Zaid ibn Hāritha                             | Jürgen Clausen (Schauspieler) |
| Bruno Barnabe                     | Umayya ibn Khalaf                            | Donald Arthur                 |
| Neville Jason                     | Dschaʿfar ibn Abī Tālib                      | Eberhard Mondry               |
| John Bennett                      | ʿAbd Allāh ibn 'Ubayy ibn Salūl              | Horst Naumann                 |
| Salem Qadara                      | Wahshi ibn Harb                              | kein Synchronsprecher         |

## Arabische Filmversion
Parallel zu den Aufnahmen der englischsprachigen Fassung produzierte Moustapha Akkad den Film in arabischer Sprache mit arabischen Schauspielern.

## Auszeichnungen
Der Film wurde 1978 für den Oscar für die Filmmusik von Maurice Jarre nominiert.

## Kritiken
„Da die Hintergründe und zeitgeschichtlichen Zusammenhänge nicht ausreichend dargestellt werden, vorwiegend nur ein überlanges Kriegsspektakel aus dem siebten Jahrhundert mit ausgedehnten Kampfszenen. Über die geistige und geistliche Welt des Islam gibt der Film kaum Aufschluß.“